# Efren Plana
Efren I. Plana (San Juan, 28 juni 1928 – 19 december 2012) was een Filipijns rechter en politicus.

## Biografie
Efren Plana werd geboren op 28 juni 1928 in San Juan, Metro Manilla. Nadat hij in 1948 als beste van zijn jaar afstudeerde aan Mapa High School, studeerde hij rechten aan de University of the Philippines (UP). In 1954 behaalde hij cum laude zijn bachelor-diploma rechten. Ook slaagde hij voor het toelatingsexamen voor de Filipijnse balie (bar exam). Na zijn afstuderen was hij docent rechten aan de UP. Van 1964 tot 1968 was hij Deputy Chief Legal Counsel op het ministerie van Justitie. Aansluitend was hij twee jaar lang directeur en Chief Legal Counsel bij het Board of Investments. 
In 1970 werd hij door president Ferdinand Marcos benoemd tot onderminister van Defensie. Na twee jaar in die functie was hij een jaar lang onderminister van Justitie. In 1973 werd Plana benoemd tot rechter van het Hof van beroep. Twee jaar later volgde een benoeming tot Commissioner van de Filipijnse belastingdienst, het Bureau of Internal Revenue (BIR). In de vijf jaar dat hij deze functie bekleedde zette hij zich erg in om de corruptie bij BIR tegen te gaan. Van 1980 tot 1981 was hij onderminister van Financiën tot hij in 1981 werd benoemd tot rechter van het Filipijns hooggerechtshof. Zijn termijn in het hooggerechtshof duurde tot 16 april 1986, kort na de val van Ferdinand Marcos door de EDSA-revolutie. 
Plana overleed op 84-jarige leeftijd. Hij was getrouwd met Modesta Reyes. Ze kregen drie kinderen: Elvira Maria, Efren junior en Bernice.